# 손문주

손문주(孫文周, 1937년 8월 5일~2007년 12월 28일)는 대한민국의 정치인이다. 제34대 충청북도 영동군수(2002~2006)를 지냈다.

## 역대 선거 결과
|  | 56.09% |

|  | 46.04% |

| 전임 박완진 | 제34대 충청북도 영동군수 2002년 7월 1일~2006년 6월 30일 | 후임 정구복 |